# Anguilla borneensis
Anguilla borneensis — вид вугроподібних риб родини вугрових (Anguillidae).

## Поширення
Ареал Anguilla borneensis обмежується майже виключно островом Борнео, а також деякими частинами Сулавесі, навколишнім морем Сулавесі, морем Сулу, Молуцьким морем і регіоном Макассарської протоки. Один бродяжний екземпляр A. borneensis був ідентифікований у південному Мінданао, Філіппіни, у травні 2014 року. На Калімантані ареал виду випростягається від річок в районі Тавау в малайзійському штаті Сабах до водозбору Махакам в індонезійській провінції Східний Калімантан.

## Спосіб життя
Мешкає в чистих, швидкоплинних частинах річок, де зустрічається під камінням і скелястими виступами. Під час своїх катадромних міграцій статевозрілі тварини цього виду повинні пройти відстань від 480 км (від узбережжя Тавау) до 650 км (від гирла Махакам) до місць нересту в Сулавеському морі.